# Dijete Isus
Dijete Isus (Djetešce Isus, Mali Isus) odnosi se na Isusa u vremenu od njegova rođenja do 12. – 13. godine, kada ga se smatralo odraslim, u skladu sa židovskim običajem toga vremena. O Isusovu životu do njegove tridesete godine ne zna se mnogo. 
Od oko trećeg ili četvrtog stoljeća nadalje, Dijete Isus je često prikazano na slikama, i u obliku skulptura. Obično su to jaslice koje pokazuju Isusovo rođenje, s njegovom majkom Marijom i sv. Josipom.
Prikazi Djeteta Isusa s njegovom majkom Marijom, poznati su kao Madona i dijete, ikonografska su vrsta poznata u istočnoj i zapadnoj tradiciji. Ostali prikazi Djeteta Isusa uključuju: njegovo obrezivanje, prikazanje u hramu, Klanjanje Triju kraljeva, bijeg u Egipat.
Tijekom srednjeg vijeka, Dijete Isus je predstavljalo ikonu čistoće i nevinosti. Prikaz Maloga Djeteta Isusa kao gologa u tom vremenu naglašavao je "nevinost" o Kristu kao pobožan način klanjanja vrhovnom Božanstvu.
Slike Djeteta Isusa bile su vrlo popularne među plemstvom, naročito u Španjolskoj i Portugalu te njihovim kolonijama. Simbolika Djeteta Isusa u umjetnosti dosegla je svoj vrhunac tijekom renesanse. Sveta obitelj je središnja tema u djelima Leonarda da Vincija i mnogih drugih majstora.
Mnogi kipovi posvećeni su Djetetu Isusu, od kojih su najistaknutiji: "Praški Mali Isus" iz 16. stoljeća, "Santo Bambino od Aracoelija" u Rimu, "Santo Niño de Atocha" u Španjolskoj, "Djetešce Isus iz Mechelena" (1500.) u Bruxellesu, Sveto Dijete Cebúa (1521,) na Filipinima, i novijih poput Svetog Djeteta od zdravlja (iz Meksika 1939.), te "Divino Niño" (iz Kolumbije, 1940.).